# Caiman yacare
El yacaré negro (Caiman yacare) es una especie de caimán saurópsido de la familia Alligatoridae endémico de las regiones subtropicales y tropicales de América del Sur que puede alcanzar los 1.5 metros de longitud. Fuertemente acorazado en el lomo, de color negruzco u oliva muy oscuro, la piel delicadamente jaspeada de los flancos y de los ejemplares juveniles lo convirtió en un favorito de la industria del calzado durante mucho tiempo. Las medidas de protección han permitido su recuperación; se encuentra registrado en el Apéndice II del listado de especies protegidas de CITES (Convención sobre el Comercio Internacional de Especies Amenazadas de Fauna y Flora Silvestres).

## Descripción

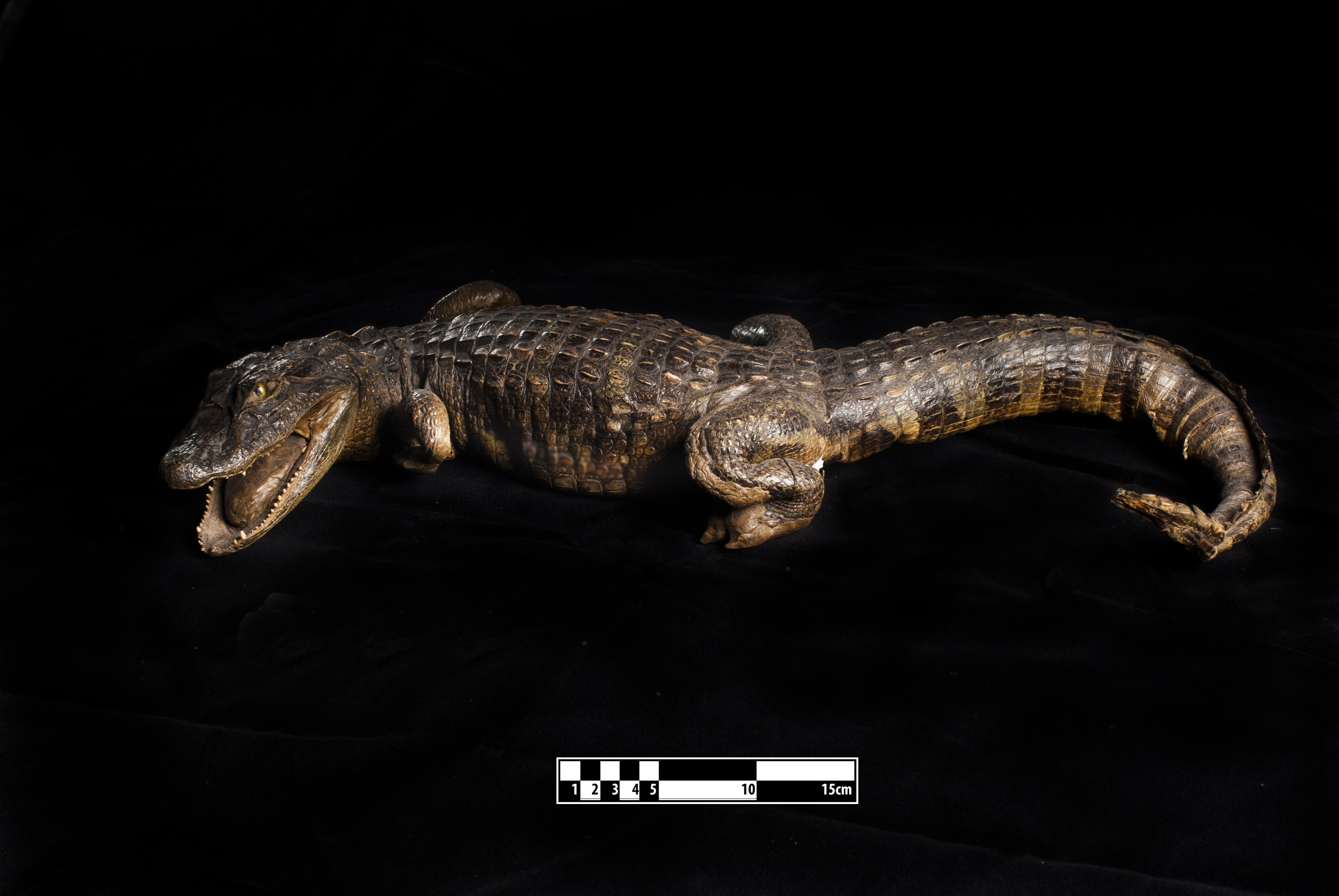
Ejemplar disecado.

El yacaré negro alcanza los 1,5 m normalmente de tamaño adulto, aunque ocasionalmente aparecen ejemplares mayores. El hocico es alargado y angosto; aún con la boca cerrada pueden observarse varios dientes.
La coloración es negra, o sea, como el azabache o muy oscura, con manchas bien marcadas en los flancos, la cola y la mandíbula inferior. El vientre es amarillento y carece de recubrimiento óseo; por el contrario, las escamas del lomo presentan osteodermos bien marcados.
Los ejemplares juveniles muestran un diseño de franjas negras sobre fondo marrón o amarillento, que se va oscureciendo paulatinamente. La coloración adulta sobreviene antes de la madurez sexual, que se alcanza alrededor de los 10 años de edad; la longitud media en ese momento ronda 120 cm.
Las patas son fuertes y cortas; los dedos de las posteriores están unidos por una membrana que facilita la natación, aunque la fuerza impulsora proviene en general de la musculosa cola, que representa el 30% de la longitud del cuerpo.

## Hábitos

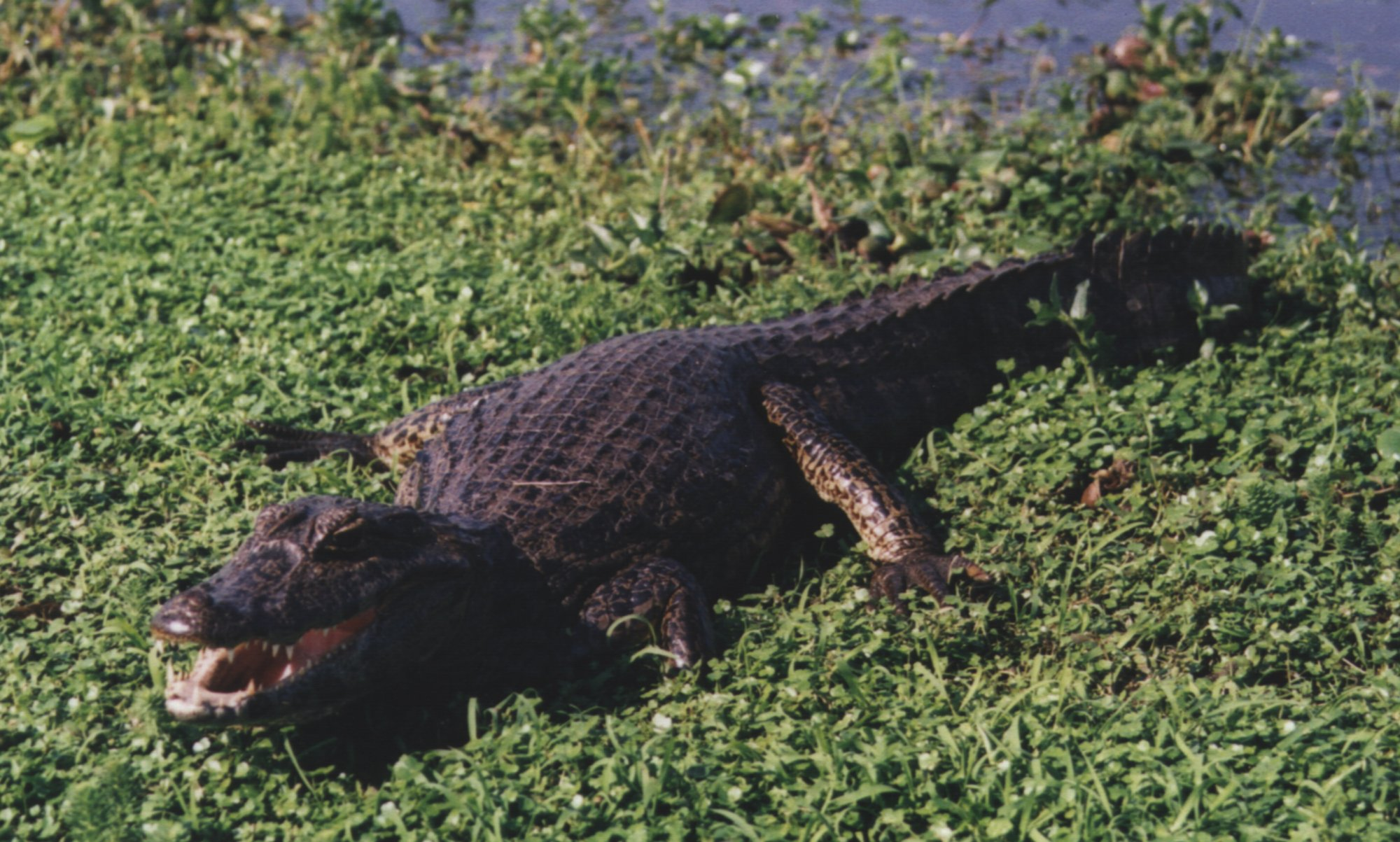
Ejemplar adulto en los Esteros del Iberá.

La dieta del yacaré negro es exclusivamente carnívora; ingiere principalmente caracoles y otros moluscos y crustáceos, además de peces, a los que acecha inmóvil con la boca abierta para tragarlos cuando se ponen a su alcance. El yacaré negro es el principal depredador natural de las palometas. Es capaz de cazar otros reptiles y aún mamíferos pequeños en caso de necesidad como lobitos de río y carpinchos, pero evita hacerlo por el consumo energético que implica; salvo en caso de autodefensa o hambre extrema, no es agresivo hacia el humano.
La época de reproducción empieza a comienzos del verano; los machos marcan su territorio y combaten para expulsar a los ejemplares más débiles. Las hembras recorren la zona y copulan repetidamente para garantizar la fecundación de los huevos. Poco más tarde construirán un nido con los materiales que encuentran en la zona, siempre cerca de una superficie de agua, donde depositarán entre 20 y 40 huevos; el nido toma la forma de un montículo de material orgánico de hasta un 1,5 m de diámetro y 6 dm de altura.
La hembra cuida del nido durante los dos meses de la incubación, aunque en áreas de caza más o menos intensa puede abandonarlo. El calor necesario para los embriones proviene del sol y de la descomposición de la materia orgánica del nido.

## Conservación

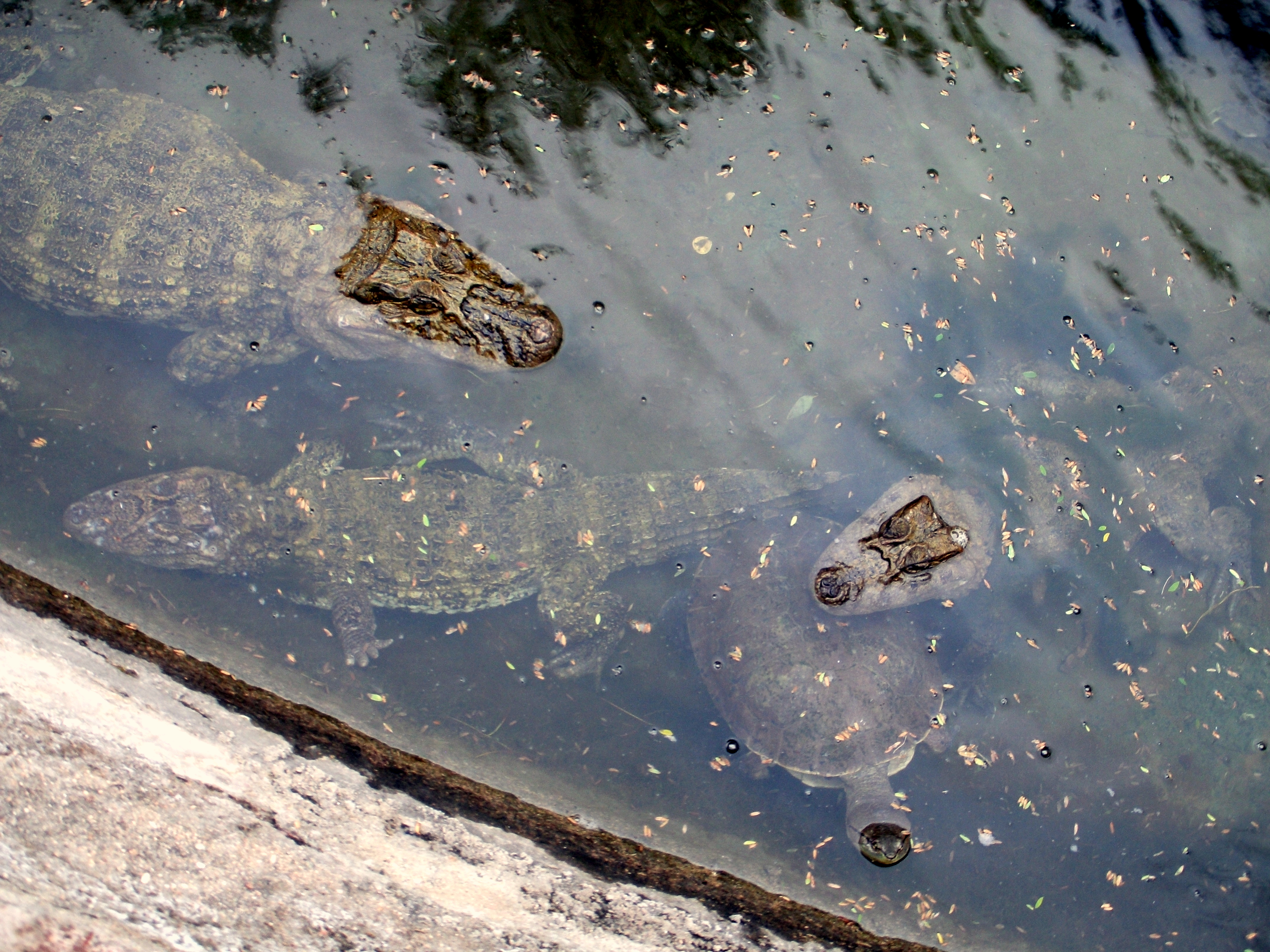
Ejemplares cautivos en el Zoológico de Córdoba, conviviendo con tortugas.

El yacaré negro está presente en Paraguay, Bolivia, Brasil, Argentina y zonas de Uruguay. Dentro del territorio de Argentina lo podemos hallar en las provincias de Chaco, Formosa, Santa Fe, Entre Ríos, Corrientes y Misiones. En Uruguay estos se pueden encontrar en los departamentos de Artigas, Salto, Paysandú, Rivera, Tacuarembó, Cerro Largo, Treinta y Tres, y Rocha. 
Los ejemplares juveniles presentan una elevada tasa de mortalidad natural; sus predadores principales son las aves rapaces: el carancho (Caracara plancus), el gavilán cangrejero negro (Buteogallus anthracinus), el jabirú, entre otros.
Sin embargo, las causas fundamentales de la intensa reducción, de ejemplares de la especie han sido: la caza para la comercialización del cuero, la captura para el tráfico de mascotas y (en menor medida) su utilización alimenticia por parte de los pobladores locales; que ocasionalmente también consumen los huevos; así también la reducción de su hábitat natural.
Existen varios proyectos de cría de yacaré en granjas en Brasil, México y Argentina; parte de la producción se reintegra al medio ambiente, y la restante se faena para su explotación comercial.
Uno de los criaderos más importantes de Argentina se encuentra en la provincia de Corrientes, con más de 20 000 ejemplares, entre los cuales se puede observar un ejemplar de «yacaré albino».